# Bruno Caracoi
Bruno Caracoi (Trieste, 5 maggio 1915 – Torviscosa, 13 dicembre 1983) è stato un cestista italiano.

## Carriera
Ha sempre vestito la maglia della squadra della sua città, la Ginnastica Triestina, che vinse tre campionati italiani tra il 1934 e il 1941.
È perito all'età di 68 anni in un incidente stradale presso Torviscosa.

## Nazionale
Ha giocato anche con la maglia della nazionale italiana di pallacanestro l'Europeo 1935, per un totale di 5 presenze e 5 punti realizzati.
2 maggio 1935: 
Italia - Bulgaria 42-23.

## Palmarès
- Campionato italiano: 3

Ginnastica Triestina: 1934, 1939-40, 1940-41